# Варга, Мирослав
Мирослав Варга (чеш. Miroslav Varga, 21 сентября 1960, Жатец, Чехословакия) — чешский стрелок, выступавший в дисциплине малокалиберная винтовка пулевой стрельбы. Олимпийский чемпион 1988 года.

## Карьера
Мирослав Варга повторил достижение своего соотечественника Яна Курки, став олимпийским чемпионом 1988 года в Сеуле в стрельбе из малокалиберной винтовки из положения лёжа, дистанция 50 метров. В 1990 году Варга завоевал 3 серебряные медали на чемпионате мира в Москве. Также он является двукратным чемпионом Европы и двукратным серебряным призёром европейских чемпионатов. На этапах кубка мира трижды становился призёром. В 1987 году выиграл золото в немецком Зуле, а также 2 серебра: в том же Зуле, в 1986 году и в Загребе, в 1991 году. На Олимпийских играх 1992 года в Барселоне занял 31 место, а на Олимпиаде 2008 года в Пекине был 29-м.